# SUNDAY EXCITING RADIO "CUL-NAVI"
SUNDAY EXCITING RADIO "CUL-NAVI"（サンデー・エキサイティング・レディオ カル・ナビ）は、FM-FUJIで2006年4月2日から2008年3月30日まで毎週日曜日に放送していたワイド番組。エフエム富士東京支社STUDIO ViViDから生放送していた。

## 概要
番組タイトルの「CUL-NAVI」とはCULTURE & NAVIGATION（カルチャー＆ナビゲーション）の略で、キャッチフレーズは「休日を楽しく過ごすための情報を提供しながら盛り上げる、6時間のショータイム!」。番組では最新グッズの紹介、男性向けや女性向けの情報、東京都内のグルメ情報のほか、新発売のインスタント食品の情報なども紹介していた『SUPER FREAK SUNDAY』から続く日曜の大型ワイドであり、『POP UP SUNDAY』の後番組。パーソナリティは、ナラヨシタカと水木ゆうなが担当した。
放送は2008年3月30日で終了し、翌週4月6日より新番組「SUNDAY IN THE PARK」がスタートしている。なお、「SUNDAY IN THE PARK」には引き続きナラヨシタカがパーソナリティとして出演し、番組を進行している。

## 主なコーナー
- Smash Hit Collection
- Delicious Quick Food
- Men's Brush Up
- Lady's Culture
- 東京グルメストリート
- Artist Colosseum